# Distorsió
Distorsió es una revista editada por estudiantes de la Escuela de Telecomunicación de la Universidad Politécnica de Cataluña (ETSETB-UPC) desde 1972.
Durante sus primeros números se llamaba Distorsión.

## Actualidad
Se publica bimensualmente durante el curso escolar (cuatro revistas anuales) y contiene artículos de ámbito universitario y también de temas de interés más amplio, desde una perspectiva humorística y de crítica social, y con una importante presencia de humor gráfico en forma de viñetas, caricaturas, tiras y cómics largos.
Entre sus secciones destacan el cómic central, el Consultorio de Marlene, What if..., las Historias Sorprendentes, las Conspiraciones de la UPC, los Top Bottom Ten, las Aplicaciones de las Telecomunicaciones, los Bocamolls (recopilaciones de citas de profesores) y las tiras cómicas del Listo.